# Campionat del món de ciclisme en pista de 2015
El Campionat Mundial de Ciclisme en Pista de 2015 es va celebrar a Montigny-le-Bretonneux en l'aglomeració de Saint-Quentin-en-Yvelines (França) del 18 al 22 de febrer de 2015.
Les competicions es van disputar al Velòdrom de Saint-Quentin-en-Yvelines. En total es competia en 19 disciplines, 10 de masculines i 9 de femenines.

## Resultats

### Masculí
| Prova                     | Or                                                                                       | Argent                                                                   | Bronze                                                                                                |
| Velocitat individual      | Grégory Baugé · França ·                                                                 | Denís Dmítriev · Rússia ·                                                | Quentin Lafargue · França ·                                                                           |
| Velocitat per equips      | França · Grégory Baugé · Kévin Sireau · Michaël D'Almeida                                | Nova Zelanda · Ethan Mitchell · Sam Webster · Edward Dawkins             | Alemanya · René Enders · Robert Förstemann · Joachim Eilers                                           |
| Persecució individual     | Stefan Küng · Suïssa                                                                     | Jack Bobridge · Austràlia                                                | Julien Morice · França                                                                                |
| Persecució per equips     | Nova Zelanda · Alex Frame · Pieter Bulling · Dylan Kennett · Regan Gough · Marc Ryan (q) | Regne Unit · Andrew Tennant · Owain Doull · Steven Burke · Edward Clancy | Austràlia · Alexander Edmondson · Luke Davison · Miles Scotson · Jack Bobridge · Mitchell Mulhern (q) |
| Quilòmetre contrarellotge | François Pervis · França ·                                                               | Joachim Eilers · Alemanya ·                                              | Matthew Archibald · Nova Zelanda ·                                                                    |
| Cursa per punts           | Artur Ierxov · Rússia ·                                                                  | Eloy Teruel · Espanya ·                                                  | Maximilian Beyer · Alemanya ·                                                                         |
| Keirin                    | François Pervis · França ·                                                               | Edward Dawkins · Nova Zelanda ·                                          | Azizulhasni Awang · Malàisia ·                                                                        |
| Madison                   | Morgan Kneisky · Bryan Coquard · França ·                                                | Elia Viviani · Marco Coledan · Itàlia ·                                  | Otto Vergaerde · Jasper De Buyst · Bèlgica ·                                                          |
| Scratch                   | Lucas Liss · Alemanya ·                                                                  | Albert Torres · Espanya ·                                                | Bobby Lea · Estats Units ·                                                                            |
| Òmnium                    | Fernando Gaviria · Colòmbia ·                                                            | Glenn O'Shea · Austràlia ·                                               | Elia Viviani · Itàlia ·                                                                               |

### Femení
| Prova                     | Or                                                                               | Argent                                                                        | Bronze                                                                         |
| Velocitat individual      | Kristina Vogel · Alemanya ·                                                      | Elis Ligtlee · Països Baixos ·                                                | Zhong Tianshi · R.P. de la Xina ·                                              |
| Persecució individual     | Rebecca Wiasak · Austràlia ·                                                     | Jennifer Valente · Estats Units ·                                             | Amy Cure · Austràlia ·                                                         |
| 500 metres contrarellotge | Anastassia Vóinova · Rússia ·                                                    | Anna Meares · Austràlia ·                                                     | Miriam Welte · Alemanya ·                                                      |
| Cursa per punts           | Stephanie Pohl · Alemanya ·                                                      | Minami Uwano · Japó ·                                                         | Kimberly Geist · Estats Units ·                                                |
| Scratch                   | Kirsten Wild · Països Baixos ·                                                   | Amy Cure · Austràlia ·                                                        | Allison Beveridge · Canadà ·                                                   |
| Keirin                    | Anna Meares · Austràlia ·                                                        | Shanne Braspennincx · Països Baixos ·                                         | Lisandra Guerra · Cuba ·                                                       |
| Velocitat per equips      | Gong Jinjie · Zhong Tianshi · R.P. de la Xina                                    | Dària Xmeliova · Anastassia Vóinova · Rússia ·                                | Kaarle McCulloch · Anna Meares · Austràlia ·                                   |
| Persecució per equips     | Annette Edmondson · Amy Cure · Melissa Hoskins · Ashlee Ankudinoff · Austràlia · | Laura Trott · Katie Archibald · Elinor Barker · Joanna Rowsell · Regne Unit · | Kirsti Lay · Jasmin Glaesser · Allison Beveridge · Stephanie Roorda · Canadà · |
| Òmnium                    | Annette Edmondson · Austràlia ·                                                  | Laura Trott · Regne Unit ·                                                    | Kirsten Wild · Països Baixos ·                                                 |

## Medaller
| Posició | País            | Or | Plata | Bronze | Total |
| 1       | França          | 5  |       | 2      | 7     |
| 2       | Austràlia       | 4  | 4     | 3      | 11    |
| 3       | Alemanya        | 3  | 1     | 3      | 7     |
| 4       | Rússia          | 2  | 2     |        | 4     |
| 5       | Nova Zelanda    | 1  | 2     | 1      | 4     |
| 5       | Països Baixos   | 1  | 2     | 1      | 4     |
| 7       | R.P. de la Xina | 1  |       | 1      | 2     |
| 8       | Colòmbia        | 1  |       |        | 1     |
| 8       | Suïssa          | 1  |       |        | 1     |
| 10      | Regne Unit      |    | 3     |        | 3     |
| 11      | Espanya         |    | 2     |        | 2     |
| 12      | Estats Units    |    | 1     | 2      | 3     |
| 13      | Itàlia          |    | 1     | 1      | 2     |
| 14      | Japó            |    | 1     |        | 1     |
| 15      | Canadà          |    |       | 2      | 2     |
| 16      | Bèlgica         |    |       | 1      | 1     |
| 16      | Cuba            |    |       | 1      | 1     |
| 16      | Malàisia        |    |       | 1      | 1     |
| Total   | Total           | 19 | 19    | 19     | 57    |